# .fo
.foは、デンマークの自治領であるフェロー諸島の国別トップレベルドメイン(ccTLD)である。